# IFT57
IFT57 (англ. Intraflagellar transport 57) – білок, який кодується однойменним геном, розташованим у людей на короткому плечі 3-ї хромосоми. Довжина поліпептидного ланцюга білка становить 429 амінокислот, а молекулярна маса — 49 108.
| 10         |  | 20         |  | 30         |  | 40         |  | 50         |
| ---------- |  | ---------- |  | ---------- |  | ---------- |  | ---------- |
| MTAALAVVTT |  | SGLEDGVPRS |  | RGEGTGEVVL |  | ERGPGAAYHM |  | FVVMEDLVEK |
| LKLLRYEEEF |  | LRKSNLKAPS |  | RHYFALPTNP |  | GEQFYMFCTL |  | AAWLINKAGR |
| PFEQPQEYDD |  | PNATISNILS |  | ELRSFGRTAD |  | FPPSKLKSGY |  | GEHVCYVLDC |
| FAEEALKYIG |  | FTWKRPIYPV |  | EELEEESVAE |  | DDAELTLNKV |  | DEEFVEEETD |
| NEENFIDLNV |  | LKAQTYHLDM |  | NETAKQEDIL |  | ESTTDAAEWS |  | LEVERVLPQL |
| KVTIRTDNKD |  | WRIHVDQMHQ |  | HRSGIESALK |  | ETKGFLDKLH |  | NEITRTLEKI |
| SSREKYINNQ |  | LENLVQEYRA |  | AQAQLSEAKE |  | RYQQGNGGVT |  | ERTRLLSEVM |
| EELEKVKQEM |  | EEKGSSMTDG |  | APLVKIKQSL |  | TKLKQETVEM |  | DIRIGIVEHT |
| LLQSKLKEKS |  | NMTRNMHATV |  | IPEPATGFY  |  |            |  |            |

A: Аланін

C: Цистеїн

D: Аспарагінова кислота

E: Глутамінова кислота

F: Фенілаланін

G: Гліцин

H: Гістидин

I: Ізолейцин

K: Лізин

L: Лейцин

M: Метіонін

N: Аспарагін

P: Пролін

Q: Глутамін

R: Аргінін

S: Серин

T: Треонін

V: Валін

W: Триптофан

Задіяний у таких біологічних процесах як апоптоз, транскрипція, регуляція транскрипції. 
Білок має сайт для зв'язування з ДНК. 
Локалізований у цитоплазмі, цитоскелеті, клітинних відростках, війках.